# Santo Tomas (Isabela)
Santo Tomas é um município de  quarta classe de renda municipal (d) na província Isabela, nas Filipinas. De acordo com o censo de 1 de maio  de  2020 possui uma população de 24 528 pessoas e 5 578 domicílios.